# 망둘주

망둘주

망둘주(프랑스어: Région du Mandoul, 아랍어: منطقة ماندول)는 차드 남부에 위치한 주로, 주도는 쿰라이며 3개 현(망둘옥시당탈현, 망둘오리앙탈현, 바르사라현)을 관할한다. 2002년 무아얭샤리주에서 분리되어 신설되었으며 주로 목화를 재배한다.